# Mnium montanense
Mnium montanense là một loài Rêu trong họ Mniaceae. Loài này được R.W. Br. mô tả khoa học đầu tiên năm 1962.